# Himantariella maroccana
Himantariella maroccana är en mångfotingart som beskrevs av Chalande och Ribaut 1909. Himantariella maroccana ingår i släktet Himantariella och familjen trädgårdsjordkrypare.
Artens utbredningsområde är Marocko. Inga underarter finns listade i Catalogue of Life.